# Björn Nicander
Björn Gunnar Nicander, född 8 december 1952 i Danderyds församling i Stockholms län, är en svensk växtfysiolog.
Björn Nicander disputerade på en avhandling vid Karolinska institutet 1985. Han är docent vid Sveriges lantbruksuniversitet i Uppsala.
Han är son till veterinären, professor Lennart Nicander och Anna-Lisa Mandahl (omgift Wikmark) samt dotterson till operasångaren Thor Mandahl.